# Oskar Fehr
Oskar Fehr (geboren 9. Oktober 1871 in Braunschweig; gestorben 1. August 1959 in London) war ein deutsch-britischer Augenarzt jüdischen Glaubens. Er gilt als weltweit renommierter Augenchirurg. Wissenschaftliche Schwerpunkte waren u. a. Netzhautablösungen und Augentumoren. Fehr beschrieb als Erster die Schwimmbad-Konjunctivitis und unterschied erstmals zwischen makulärer, granulärer und gittriger Hornhautdystrophie. Das Fehr-Syndrom, eine Form der Hornhautdystrophie, wurde nach ihm benannt.

## Leben und Werk
Oskar Fehr war der einzige Sohn des Braunschweiger Pferdehändlers Salomon Fehr (1838–1919) und dessen Ehefrau Helene, geb. Behrens (1847–1902). Beide hatten am 15. Juni 1866 in Ebstorf, dem Geburtsort der Ehefrau, geheiratet. Die Eltern hatte neben Oskar die Kinder Sara (1878–1942, Suizid vor Deportation) und Elisabeth (geb. 1895). Die Vorfahren väterlicherseits waren bekannte Pferdehändler aus der knapp 20 km westlich von Braunschweig gelegenen Stadt Peine, die 1861 nach Braunschweig umzogen und dort weiter erfolgreich mit Pferden handelten. Seine Großeltern waren Jeremias Fehr (1799–1875) und dessen erste Ehefrau Henriette, geb. Rintels (1815–1899). Oskar Fehr wohnte mit Eltern und Geschwistern Eiermarkt 3, im historischen Weichbild Altstadt. Im selben Haus wohnte auch sein im Familienunternehmen tätiger Onkel Louis Fehr (1842–1909) mit seiner Ehefrau Ina, geb. Nathan (1852–1920). Deren gemeinsamer Sohn Curt war jung verstorben (1878–1894).
Oskar Fehr besuchte das Martino-Katharineum, wo er 1892 das Abitur ablegte. Anschließend studierte er zunächst Jura, dann Medizin. Unter anderem studierte er an der Humboldt-Universität zu Berlin und der Christian-Albrechts-Universität zu Kiel. 1897 wurde er an der Ruprecht-Karls-Universität Heidelberg mit summa cum laude promoviert. Seine weitere Ausbildung zum Augenarzt erhielt er als Assistent von Julius Hirschberg in Berlin. Nach dem Tod seiner Ehefrau zog die Familie zusammen mit einigen anderen Familienmitgliedern 1903 nach Berlin, bestattet wurden aber alle in Braunschweig auf dem Alten Jüdischen Friedhof an der Hamburger Straße.
1907 übernahm Fehr die Leitung der augenärztlichen Abteilung des Virchow-Klinikums. 1919 wurde er zum Professor berufen. Er betrieb nebenbei eine private Praxis im Westteil Berlins. 1934 wurde Oskar Fehr im Zuge der Diskriminierung jüdischer Akademiker und auf Grundlage des vom NS-Regime erlassenen Gesetzes zur Wiederherstellung des Berufsbeamtentums der Zugang zu seiner Klinik verwehrt. In seiner Praxis arbeitete er noch bis 1938. Dann wurde jüdischen Ärzten mit der Vierten Verordnung zum Reichsbürgergesetz und der Verordnung zur Ausschaltung der Juden aus dem deutschen Wirtschaftsleben die Behandlung von Nichtjuden verboten und die Approbation entzogen (sie galten jetzt nur noch als „Krankenbehandler“). Mit Hilfe finanzieller Überstützung durch ehemalige Patienten gelangte Fehr an ein Visum und konnte schließlich am 4. August 1939 mit seiner Familie nach Schottland emigrieren. Die Familie war bei der Ausreise allerdings gezwungen, ihr gesamtes Vermögen in Deutschland zurückzulassen.
Obwohl Jude und gerade wegen der Judenverfolgung im NS-Staat aus seiner Heimat geflohen, wurden deutsche Staatsangehörige in Großbritannien grundsätzlich zunächst interniert, so auch Fehr, der am 25. Juni 1940 in ein Lager auf die Isle of Man gebracht wurde. Aufgrund seines fortgeschrittenen Alters wurde er jedoch bereits im März 1941 wieder entlassen, war allerdings arbeitslos, weil seine aus Deutschland stammenden medizinischen Examina in Großbritannien nicht anerkannt wurden. Nach Vorlesungen an der University of Edinburgh bestand er jedoch alle notwendigen Prüfungen, erhielt am 9. April 1943, im Alter von 71 Jahren, erneut eine Approbation und eröffnete schließlich in London eine Praxis. 1947 erhielt er die britische Staatsbürgerschaft. Außerdem war Fehr Mitglied der Royal Medical Society.
Nach einem zweiten Herzinfarkt beendete Oskar Fehr 1955 im Alter von über 80 Jahren seine Tätigkeit als Arzt. In seinen letzten Lebensjahren litt er unter einer Makuladegeneration.

## Familie
Fehr heiratete 1910 in erster Ehe Toni, geb. Brieger. Mit ihr hatte er den Sohn Robert, der als Ingenieur in den USA tätig war. Die Ehe wurde 1920 geschieden. Toni Brieger wurde 1941 oder 1942 ermordet. In zweiter Ehe war Fehr ab 1921 mit der Jüdin Jeanne Alexandra Harriet Traub (1890–1942) verheiratet. Mit ihr hatte er die Töchter Ingeborg (geb. 1922) und Kitty (geb. 1923).

## Schriften (Auswahl)
- Die Anwendung der Elektrizität in der Augenheilkunde. In: Handbuch der gesamten medizinischen Anwendung der Elektrizität. Leipzig 1911.
- Ueber die Färbung entzündeter Angen durch innerlichen Gebrauch von Uranin. In: Medizinische Klinik. VII. Jahrgang, Nr. 14. Urban & Schwarzenberg, Wien 2. April 1911 (Digitalisat).
- Ueber die syphilitischen Rezidive am Auge nach Salvarsanbehandlung. In: Medizinische Klinik. VIII. Jahrgang, Nr. 23. Urban & Schwarzenberg, Wien 9. Juni 1912 (Digitalisat).
- Die Balneo- und Klimatherapie der Erkrankungen des Auges. In: Handbuch der Balneologie, medizinischen Klimatologie und Balneographie. Leipzig 1926.
- Die gonorrhoischen Erkrankungen des Auges. In: Handbuch der Haut- und Geschlechtskrankheiten. Springer, Berlin 1930.

## Ehrungen
Neben dem Neurologen und Radiologen Siegfried Loewenthal zählt Fehr zu den bedeutenden Braunschweiger Ärzten jüdischen Glaubens. Ihm zu Ehren ist im Braunschweiger Stadtteil Kanzlerfeld der Oscar-Fehr-Weg (sic!) nach ihm benannt. Auf Initiative des Augenarztes Walter Lisch richtete die Deutsche Ophthalmologische Gesellschaft (DOG) in Zusammenarbeit mit der US-amerikanischen Cornea Society 2013 zum ersten Mal die Oskar Fehr Lecture (Oskar-Fehr-Vorlesungsreihe) aus. Der erste Vortrag dieser alternierenden Vorlesungsreihe trug den Titel Prof. Dr. med. Oskar Fehr: The depressing fate of an extraordinary German-Jewish ophthalmologist (Prof. Dr. med. Oskar Fehr: Das erschütternde Schicksal eines außergewöhnlichen deutsch-jüdischen Augenarztes).